# Ganoderma asperulatum
Ganoderma asperulatum är en svampart som först beskrevs av William Alphonso Murrill, och fick sitt nu gällande namn av Sacc. & Trotter 1912. Ganoderma asperulatum ingår i släktet Ganoderma och familjen Ganodermataceae.   Inga underarter finns listade i Catalogue of Life.